# Foot Ball Club di Roma 1907-1908
Questa pagina raccoglie le informazioni riguardanti il Foot Ball Club di Roma nelle competizioni ufficiali della stagione 1907-1908.

## Stagione

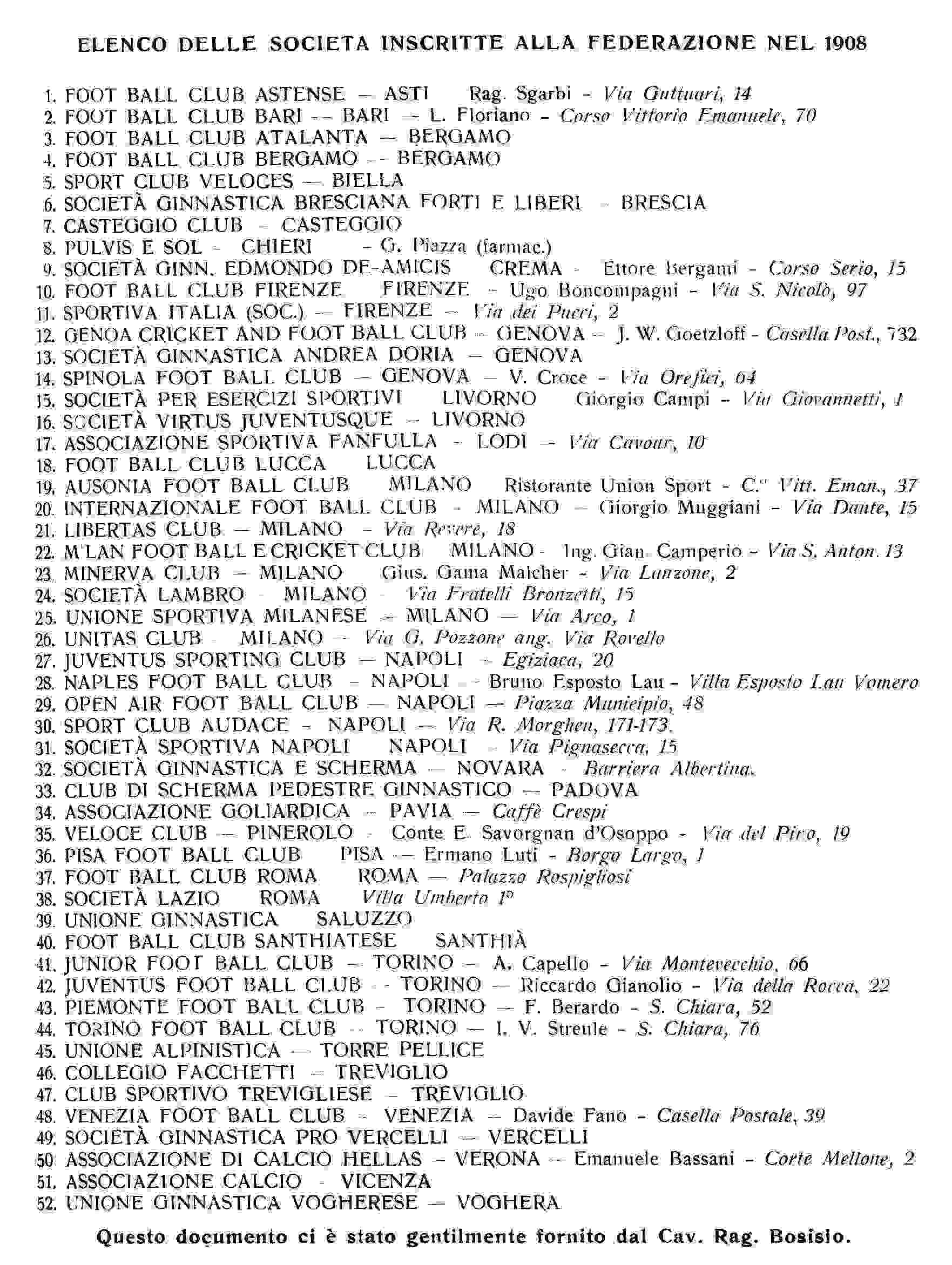
Elenco società affiliate alla FIF nel 1908

Nel 1908 il FBC Roma svolse attività episodica. È ipotizzabile che intervennero situazioni extra-sportive a limitarne l'attività; dopo il torneo del 1907 il club risultò federato alla FIF (primo club del centro-sud assieme alla Lazio) e iscritto al torneo FGNI. In seguito però non si iscrisse al campionato di terza categoria laziale (che non venne disputato per assenza di squadre) e diede forfait al torneo FGNI e ad altri tornei locali.
Le attività si concentrarono nel mese di gennaio, quando la squadra ottenne anche buoni risultati battendo 5-1 il C.S. Virtus e perdendo per 5-3 contro la Lazio dopo aver giocato in 10 uomini. L'attività riprese nel mese di maggio con altri 2 incontri contro la Lazio: un pareggio e una sonora sconfitta per 8-1.

## Divise
La divisa del Roman era costituita da maglia rossa con colletto a polo e bordi manica gialli, pantaloncini bianchi e calzettoni rossi con dettagli gialli. I portieri indossavano una maglia con colletto a polo gialla, pantaloncini bianchi e calzettoni gialli.
| Casa     | \| Portiere \| |
| Portiere |                |

## Rosa
| N. |                   | Ruolo | Calciatore      |
| -- | ----------------- | ----- | --------------- |
|    | Italia (bandiera) | P     | Cesare Serventi |
|    | Italia (bandiera) | D     | Mario De Fiori  |
|    | Italia (bandiera) | D     | Gambetta        |
|    | Italia (bandiera) | D     | Mariotti        |
|    | Italia (bandiera) | D     | Coletti         |
|    | Italia (bandiera) | C     | Paolo Telfener  |

| N. |                   | Ruolo | Calciatore         |
| -- | ----------------- | ----- | ------------------ |
|    | Italia (bandiera) | C     | Ignazio Borsarelli |
|    | Italia (bandiera) | C     | Peroni I           |
|    | Italia (bandiera) | A     | Ernesto De Fiori   |
|    | Italia (bandiera) | A     | Daiber             |
|    | Italia (bandiera) | A     | Peroni II          |

## Risultati

### Coppa Tosti
| Roma 19 gennaio 1908, ore 14:00 CEST                                                                                               | Lazio     | 5 – 3                           | Roman |  |
| \| \| \| \| \| 4’ Saraceni 25’ Gambetta (a) 44’ Mizzi 2t’ Saraceni 2t’ Mizzi(r) \| Marcatori \| 3’ Daiber 2t’ Daiber 2t’ Daiber \| |           |                                 |       |  |
| |           |                                 |       |  |
| 4’ Saraceni 25’ Gambetta (a) 44’ Mizzi 2t’ Saraceni 2t’ Mizzi(r)                                                                   | Marcatori | 3’ Daiber 2t’ Daiber 2t’ Daiber |       |  |

| Roma 19 gennaio 1908, ore 14:00 CEST                     | Roman     | 0 – 2                  | Lazio |  |
| \| \| \| \| \| \| Marcatori \| A tavolino per forfait \| |           |                        |       |  |
|                                                          |           |                        |       |  |
|                                                          | Marcatori | A tavolino per forfait |       |  |

### Coppa Viscogliosi-Baccelli
| Roma 16 febbraio 1908, ore 14:00 CEST                    | Lazio     | 2 – 0 | Roman |  |
| \| \| \| \| \| A tavolino per forfait \| Marcatori \| \| |           |       |       |  |
|                                                          |           |       |       |  |
| A tavolino per forfait                                   | Marcatori |       |       |  |

### Targa d'Argento INEF (Eliminatoria laziale)
| Roma 25 maggio 1908, ore 14:00 CEST | Lazio | 8 – 1 | Roman |  |

## Statistiche
Statistiche aggiornate al 5 febbraio 2019.

### Statistiche di squadra
| Competizione                                | Punti | In casa | In casa | In casa | In casa | In casa | In casa | In trasferta | In trasferta | In trasferta | In trasferta | In trasferta | In trasferta | Totale | Totale | Totale | Totale | Totale | Totale | DR  |
| Competizione                                | Punti | G       | V       | N       | P       | Gf      | Gs      | G            | V            | N            | P            | Gf           | Gs           | G      | V      | N      | P      | Gf     | Gs     | DR  |
| ------------------------------------------- | ----- | ------- | ------- | ------- | ------- | ------- | ------- | ------------ | ------------ | ------------ | ------------ | ------------ | ------------ | ------ | ------ | ------ | ------ | ------ | ------ | --- |
| Coppa Tosti                                 | -     | 1       | 0       | 0       | 1       | 3       | 5       | 1            | 0            | 0            | 1            | 0            | 2            | 2      | 0      | 0      | 2      | 3      | 7      | -4  |
| Coppa Viscogliosi-Baccelli                  | -     | 0       | 0       | 0       | 0       | 0       | 0       | 1            | 0            | 0            | 1            | 0            | 2            | 1      | 0      | 0      | 1      | 0      | 2      | -2  |
| Targa d'Argento INEF (Eliminatoria laziale) | -     | 0       | 0       | 0       | 0       | 0       | 0       | 1            | 0            | 0            | 1            | 1            | 8            | 1      | 0      | 0      | 1      | 1      | 8      | -7  |
| Totale                                      | -     | 1       | 0       | 0       | 1       | 3       | 5       | 3            | 0            | 0            | 3            | 1            | 12           | 4      | 0      | 0      | 4      | 4      | 17     | -13 |